# Сімон Адінгра
Сімо́н Адінгра́ (фр. Simon Adingra; нар. 1 січня 2002, Ямусукро) — івуарійський футболіст, вінгер англійського клубу «Сандерленд» і збірної Кот-д'Івуару.

## Клубна кар'єра

### «Норшелланн»
Почав займатися футболом у ганській академії «Право на мрію». В січні 2020 року підписав контракт з клубом данської Суперліги «Норшелланном». 18 квітня 2021 року дебютував за «Норшелланн», вийшовши на заміну Івану Месику в матчі Суперліги проти «Копенгагена», і відзначився першим голом за клуб. Всього в сезоні 2020–21 зіграв за «Норшеланн» 7 матчів, забив 2 голи. Наступного сезону 2021–22 забив 10 голів і віддав 4 результативні передачі у 33 матчах за данський клуб (в чемпіонаті та кубку).

### «Брайтон енд Гоув Альбіон»
24 червня 2022 року перейшов у клуб англійської Прем'єр-ліги «Брайтон енд Гоув Альбіон», уклавши 4-річний контракт. Сумма трансферу становила 6,9 млн фунтів стерлінгів. 4 липня відправився на правах оренди в бельгійський клуб «Юніон» до кінця сезону 2022–23.
23 липня 2022 року дебютував за «Юніон» в матчі Ліги Жупіле проти «Сінт-Трейдена» і відзначився першим голом за команду. 2 серпня дебютував в Лізі чемпіонів УЄФА, вийшовши в стартовому складі матчу третього кваліфікаційного раунду проти клубу «Рейнджерс». Всього в сезоні 2022–23 провів за бельгійський клуб 51 матч в усіх турнірах, забив 15 голів і віддав 15 результативних передач.
Розпочав сезон в «Брайтон енд Гоув Альбіон», в основному складі якого дебютував 12 серпня 2023 року, вийшовши на заміну Соллі Марчу в матчі Прем'єр-ліги проти «Лутон Тауна» і забивши свій перший гол за клуб. 16 вересня в матчі проти «Манчестер Юнайтед» віддав свою першу гольову передачу в Прем'єр-лізі. 21 вересня дебютував в Лізі Європи УЄФА, вийшовши на заміну Каору Мітомі в матчі групового етапу проти афінського АЕКа. 9 листопада відзначився першим голом в Лізі Європи у воротах «Аякса». 12 листопада забив м'яч у ворота «Шеффілд Юнайтед», який був номінований на звання найкращого голу місяця Прем'єр-ліги (за листопад 2023 року). В грудні 2023 року зазнав травми підколінного сухожилля, через яку змушений був пропустити близько чотирьох тижнів.
18 лютого 2024 року в матчі проти «Шеффілд Юнайтед» відзначився своїм першим дублем в Прем'єр-лізі.

### «Сандерленд»
10 липня 2025 року перейшов у «Сандерленд», підписавши п'ятирічний контракт. Сума трансферу становила 21 млн євро, а ще 3 млн євро передбачені у вигляді бонусів. 16 серпня дебютував за нову команду в матчі Прем'єр-ліги проти «Вест Гем Юнайтед», вийшовши в стартовому складі.

## Кар'єра в збірній
В березні 2023 року вперше викликаний до збірної Кот-д'Івуару головним тренером Жаном-Луї Гассе для участі в матчах відбіркового турніру до Кубка африканських націй 2023 проти збірної Коморських островів. 17 червня дебютував за збірну, вийшовши на заміну Ідріссі Думбії в матчі відбіркового турніру до Кубка африканських націй 2023 проти Замбії. 17 листопада відзначився першим голом за збірну в матчі відбіркового турніру до чемпіонату світу 2026 у ворота збірної Сейшельських островів.
28 грудня був включений в офіційну заявку збірної Кот-д'Івуару для участі в матчах фінальної частини Кубка африканських націй 2023. Через травму підколінного сухожилля (яку зазнав в грудні 2023 року) пропустив матчі групового етапу проти збірних Гвінеї-Бісау та Нігерії, зігравши лише проти збірної Екваторіальної Гвінеї. В 1/8 фіналу зіграв проти збірної Сенегалу, в чвертьфіналі відзначився голом у воротах збірної Малі; вийшов в стартовому складі в матчі півфіналу з ДР Конго,  а у фінальному матчі проти збірної Нігерії віддав дві результативні передачу, допомігши збірній Кот-д'Івуару здобути перемогу на Кубку африканських націй. Він став найпершим гравцем, що двічі асистував у фіналі Кубка африканських націй у 21 столітті. У підсумку був названий найкращим гравцем фіналу і найкращим молодим гравцем турніру.

## Статистика виступів

### Клубна статистика
Станом на 16 серпня 2025 
| Клуб                     | Сезон             | Чемпіонат         | Чемпіонат | Чемпіонат | Кубок | Кубок | Кубок ліги | Кубок ліги | Єврокубки | Єврокубки | Всього | Всього |
| Клуб                     | Сезон             | Дивізіон          | Матчі     | Голи      | Матчі | Голи  | Матчі      | Голи       | Матчі     | Голи      | Матчі  | Голи   |
| ------------------------ | ----------------- | ----------------- | --------- | --------- | ----- | ----- | ---------- | ---------- | --------- | --------- | ------ | ------ |
| Норшелланн               | 2020–21           | Суперліга         | 7         | 2         | 0     | 0     | —          | —          | —         | —         | 7      | 2      |
| Норшелланн               | 2021–22           | Суперліга         | 31        | 9         | 2     | 1     | —          | —          | —         | —         | 33     | 10     |
| Норшелланн               | Всього            | Всього            | 38        | 11        | 2     | 1     | 0          | 0          | 0         | 0         | 40     | 12     |
| Брайтон енд Гоув Альбіон | 2022–23           | Прем'єр-ліга      | 0         | 0         | 0     | 0     | 0          | 0          | —         | —         | 0      | 0      |
| Брайтон енд Гоув Альбіон | 2023–24           | Прем'єр-ліга      | 31        | 6         | 0     | 0     | 0          | 0          | 7         | 1         | 38     | 7      |
| Брайтон енд Гоув Альбіон | 2024–25           | Прем'єр-ліга      | 29        | 2         | 1     | 0     | 3          | 3          | 0         | 0         | 33     | 5      |
| Брайтон енд Гоув Альбіон | Всього            | Всього            | 60        | 8         | 1     | 0     | 3          | 3          | 7         | 1         | 71     | 12     |
| → Юніон                  | 2022–23           | Ліга Жупіле       | 36        | 11        | 4     | 3     | —          | —          | 12        | 1         | 52     | 15     |
| Сандерленд               | 2025–26           | Прем'єр-ліга      | 1         | 0         | 0     | 0     | 0          | 0          | —         | —         | 1      | 0      |
| Всього за кар'єру        | Всього за кар'єру | Всього за кар'єру | 135       | 30        | 7     | 4     | 3          | 3          | 19        | 2         | 164    | 39     |

1. ↑  Кубок Данії, Кубок Бельгії
2. ↑  Матчі в Лізі Європи УЄФА
3. ↑  2 матчі Лізі чемпіонів УЄФА, 10 матчів в Лізі Європи УЄФА

### Міжнародна статистика
Станом на 10 червня 2025 
| Збірна            | Сезон             | Товариські | Товариські | Офіційні | Офіційні | Всього | Всього |
| Збірна            | Сезон             | Матчі      | Голи       | Матчі    | Голи     | Матчі  | Голи   |
| ----------------- | ----------------- | ---------- | ---------- | -------- | -------- | ------ | ------ |
| Кот-д'Івуар       |                   |            |            |          |          |        |        |
| 2023              | 1                 | 0          | 4          | 1        | 5        | 1      |        |
| 2024              | 2                 | 0          | 11         | 2        | 13       | 2      |        |
| 2025              | 2                 | 0          | 2          | 0        | 4        | 0      |        |
| Всього за кар'єру | Всього за кар'єру | 5          | 0          | 17       | 3        | 22     | 3      |

### Матчі за збірну
Станом на 10 червня 2025 
| Матчі Сімона Адінгри за збірну Кот-д'Івуару | Матчі Сімона Адінгри за збірну Кот-д'Івуару | Матчі Сімона Адінгри за збірну Кот-д'Івуару | Матчі Сімона Адінгри за збірну Кот-д'Івуару | Матчі Сімона Адінгри за збірну Кот-д'Івуару | Матчі Сімона Адінгри за збірну Кот-д'Івуару | Матчі Сімона Адінгри за збірну Кот-д'Івуару | Матчі Сімона Адінгри за збірну Кот-д'Івуару |
| №                                           | Дата                                        | Суперник                                    | Рахунок                                     | Голи                                        | Картки                                      | Хвилини                                     | Змагання                                    |
| ------------------------------------------- | ------------------------------------------- | ------------------------------------------- | ------------------------------------------- | ------------------------------------------- | ------------------------------------------- | ------------------------------------------- | ------------------------------------------- |
| 1                                           | 17 червня 2023                              | Замбія                                      | 0–3                                         |                                             |                                             | 45'                                         | Відбіркові матчі КАН-2023                   |
| 2                                           | 9 вересня 2023                              | Лесото                                      | 1–0                                         |                                             | 39'                                         | 79'                                         | Відбіркові матчі КАН-2023                   |
| 3                                           | 14 жовтня 2023                              | Марокко                                     | 1–1                                         |                                             |                                             | 24'                                         | Товариський матч                            |
| 4                                           | 17 листопада 2023                           | Сейшельські Острови                         | 9–0                                         | 1                                           |                                             | 84'                                         | Відбіркові матчі ЧС-2026                    |
| 5                                           | 20 листопада 2023                           | Гамбія                                      | 2–0                                         |                                             | 38'                                         | 66'                                         | Відбіркові матчі ЧС-2026                    |
| 6                                           | 22 січня 2024                               | Екваторіальна Гвінея                        | 0–4                                         |                                             |                                             | 7'                                          | Фінальні матчі КАН-2023                     |
| 7                                           | 29 січня 2024                               | Сенегал                                     | 1–1 (пен. 5–4)                              |                                             |                                             | 56'                                         | Фінальні матчі КАН-2023                     |
| 8                                           | 3 лютого 2024                               | Малі                                        | 2–1 (дч.)                                   | 1                                           |                                             | 34'                                         | Фінальні матчі КАН-2023                     |
| 9                                           | 7 лютого 2024                               | ДР Конго                                    | 1–0                                         |                                             |                                             | 80'                                         | Фінальні матчі КАН-2023                     |
| 10                                          | 11 лютого 2024                              | Нігерія                                     | 2–1                                         |                                             |                                             | 90'                                         | Фінальні матчі КАН-2023                     |
| 11                                          | 23 березня 2024                             | Бенін                                       | 2–2                                         |                                             |                                             | 63'                                         | Товариський матч                            |
| 12                                          | 26 березня 2024                             | Уругвай                                     | 2–1                                         |                                             |                                             | 27'                                         | Товариський матч                            |
| 13                                          | 7 червня 2024                               | Габон                                       | 1–0                                         |                                             |                                             | 24'                                         | Відбіркові матчі ЧС-2026                    |
| 14                                          | 11 червня 2024                              | Кенія                                       | 0–0                                         |                                             |                                             | 88'                                         | Відбіркові матчі ЧС-2026                    |
| 15                                          | 6 вересня 2024                              | Замбія                                      | 2–0                                         |                                             |                                             | 86'                                         | Відбіркові матчі КАН-2025                   |
| 16                                          | 10 вересня 2024                             | Чад                                         | 2–0                                         |                                             |                                             | 75'                                         | Відбіркові матчі КАН-2025                   |
| 17                                          | 15 листопада 2024                           | Замбія                                      | 0–1                                         |                                             |                                             | 45'                                         | Відбіркові матчі КАН-2025                   |
| 18                                          | 19 листопада 2024                           | Чад                                         | 4–0                                         |                                             |                                             | 72'                                         | Відбіркові матчі КАН-2025                   |
| 19                                          | 21 березня 2024                             | Буркіна-Фасо                                | 1–0                                         |                                             |                                             | 25'                                         | Відбіркові матчі ЧС-2026                    |
| 20                                          | 24 березня 2025                             | Гамбія                                      | 1–0                                         |                                             |                                             | 68'                                         | Відбіркові матчі ЧС-2026                    |
| 21                                          | 7 червня 2025                               | Нова Зеландія                               | 0–1                                         |                                             |                                             | 33'                                         | Товариський матч                            |
| 22                                          | 10 червня 2025                              | Канада                                      | 0–0 (пен. 5–4)                              |                                             |                                             | 90'                                         | Товариський матч                            |

Всього: 22 матчі / 3 голи; 15 перемог, 3 нічиї, 4 поразки.

## Досягнення
Збірна Кот-д'Івуару
- Володар Кубка африканських націй: 2023[44]

Особисті
- Найкращий молодий гравець Кубка африканських націй: 2023[42]